# Jehošua Kohen
Jehošua Kohen (hebrejsky: יהושע כהן;‎ 22. června 1922, Petach Tikva – 8. srpna 1986, Sde Boker) byl přední člen sionistické militantní skupiny Lechi, který 17. září 1948 spáchal atentát na vyslance Organizace spojených národů hrabě Folke Bernadotteho. Za svou roli v atentátu nebyl nikdy trestně stíhán a skutečnost, že právě on byl Bernadotteho vrahem vyšla najevo až po jeho smrti. Stal se jedním ze zakladatelů kibucu Sde Boker v Negevské poušti, kde později žil izraelský premiér David Ben Gurion, jehož byl Kohen blízký přítel a důvěrník.

## Biografie

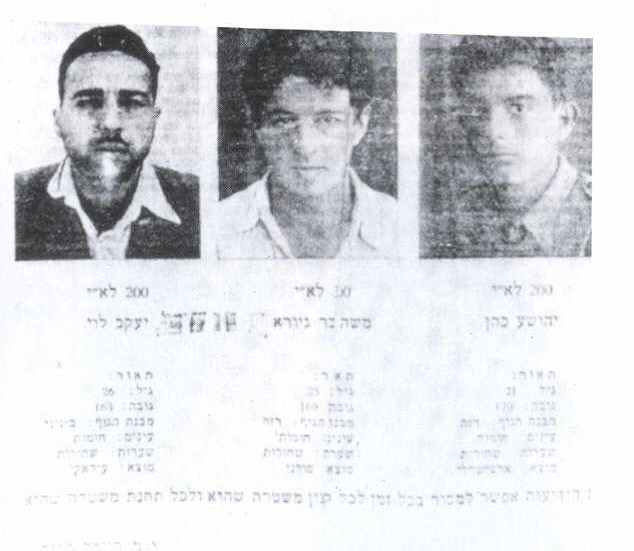
Oznámení palestinské policie nabízející odměnu za dopadení členů Lechi. Jehošua Kohen je vpravo.

Narodil se v Petach Tikvě v britské mandátní Palestině do rodiny farmáře. V šestnácti letech vstoupil do Lechi a zanedlouho se stal jejím prominentním členem. V roce 1942 došlo k zatčení řady příslušníků Lechi a Kohen byl „jedním z mála, kteří zůstali na svobodě“ a díky tomu „naverboval novou generaci členů.“ V tomto období se Kohenovi podařilo unikat britským úřadům i přes odměnu ve výši tří tisíc dolarů vypsanou na jeho hlavu a mimo to rekrutoval nové členy a trénoval se ve střelbě pro budoucí mise.
V září 1942 pomohl uniknout vůdci Lechi Jicchaku Šamirovi z britského vězení. Pro Šamira a jeho spoluvězně Elijahu Gil'adiho propašoval uniformy polské armády a oba zmínění se v převleku podplazili pod ostnatým drátem kolem vězení. Pro svou roli na útěku se stal uznávaný jako „nejcennější bojovník Lechi.“
Poté, co pomohl Šamirovi utéci z vězení se stal členem vedení Lechi. Trénoval jeho příslušníky taktice guerillového boje a výrobě bomb a pozemních min.

### Vražda Moyneho
V roce 1944 se triumvirát Lechi rozhodl nechat zavraždit bývalého britského ministra kolonií lorda Moyna. Atentátníky Elijahu Bejt Curiho a Elijahu Chakima vybíral sám Šamir, podle něhož Moyne podporoval blízkovýchodní arabskou federaci a byl antisemitou podporujícím rasové teorie, podle nichž byli Arabové rasově nadřazeni Židům. Kohenovým úkolem bylo oba atentátníky na misi připravil, kvůli čemuž odjel z Tel Avivu do Jeruzaléma, kde vedl jejich dvoutýdenní výcvik. Po atentátu se Kohen stal v rámci Lechi „legendou“ a na jeho hlavu byla Brity opět vypsána odměna.
Po Moyneho vraždě se Kohen podílel na plánování atentátu na britského vysokého komisaře Harolda MacMichaela, která však nevyšel. Krátce na to byl Kohen dopaden Brity, kteří jej internovali v detenčních táborech v Africe. Propuštěn byl společně s dalšími vězněnými 6. července 1948 v reakci na vyhlášení izraelské nezávislosti.

### Vražda Bernadotteho

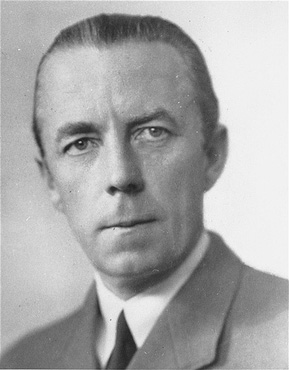
Folke Bernadotte

V roce 1948 se triumvirát Lechi rozhodl pro zabití švédského diplomata a vyslance Organizace spojených národů pro Blízký východ hraběte Folke Bernadotta, který se jménem OSN pokoušel mezi izraelskou a arabskou stranou první arabsko-izraelské války vyjednat mír. Plánování celého atentátu dostal na starosti Jehošua Zetler, zatímco jeho provedení připadlo na Kohena, který si k sobě vybral dva dlouholeté členy Lechi: Jicchaka Ben Mošeho a Avrahama Steinberga.
Výcvik svého týmu Kohen zahájil v srpnu 1948 v západním Jeruzalémě a jeho součástí byl nácvik použití zbraní a různých taktik. Při plánování útoku se Zetler s Kohenem rozhodli, že k útoku dojde na úzké silnici v jeruzalémské čtvrti Katamon, a že při něm bude Bernadotteho konvoji zablokována cesta jeepem.
K samotnému atentátu došlo 17. září 1948. V 17.00 zablokoval jeep podle plánu konvoji silnici a Ben Moše a Steinberg zahájili palbu na pneumatiky Bernadotteho vozidla. Kohen vypálil dovnitř automobilu dávku ze samopalu MP40 a zabil tak Bernadotteho a jeho pobočníka Andre Serota.
Na atentát rázně a okamžitě reagovala izraelská prozatímní vláda, v čele s premiérem Davidem Ben Gurionem. Lechi byla prohlášena teroristickou organizací a Ben Gurion rozkázal zatknout všechny její vůdce, zabavit veškeré její zbraně a zastřelit každého, kdo by se bránil. Podle britského historika Martina Gilberta znamenalo zabití Bernadotteho „konec jakékoli tolerance židovských podzemních aktivit.“ Nikdo z osob zodpovědných za Bernardotteho vraždu však nebyl nikdy souzen a izraelská vláda nakonec udělila všem členům Lechi amnestii.

### Pozdější život a přátelství sBen Gurionem
V roce 1952 patřil Kohen mezi zakladatele jihoizraelského kibucu Sde Boker. Ten si o čtyři roky později vybral za svůj domov tehdejší izraelský premiér Ben Gurion. Kohen se stal jeho neoficiálním bodyguardem a důvěrníkem a oba se velmi sblížili. Podle článku amerického deníku The New York Times z roku 1964 byl Kohen Ben Gurionovým „nejbližším společníkem.“ Mimo to též působil jako šéf bezpečnosti kibucu.

### Smrt a odhalení
Kohenovo zapojení do Bernadotteho vraždy bylo předmětem dlouholetých spekulací, avšak za jeho života nebylo nikdy potvrzeno. Izraelský historik Micha'el Bar Zohar řadu let tvrdil, že se Kohen se svou rolí na atentátu doznal Ben Gurionovi, avšak tuto skutečnost Kohen veřejně nikdy nepřiznal.
Kohen zemřel roku 1986 na infarkt myokardu v kibucu Sde Boker. O dva roky později se někdejší členové Lechi, kteří se na útoku podíleli, Jehošua Zetler a Mešulam Markover, veřejně doznali ze svého podílu na atentátu a potvrdili, že Bernadotteho zavraždil Kohen.